# Алтуфьевский лесопарк
«Алтуфьевский лесопарк» (также известен как Лианозовский лесопитомник, Бибиревский лесопарк) — лес на территории района Бибирево (СВАО) города Москвы.

## Расположение
Территория комплексного заказника «Алтуфьевский» находится на восточной стороне Алтуфьевского шоссе к северу-востоку от метро Алтуфьево. Заказник расположен на территории объекта природного комплекса № 34 СВАО «Хлебниковский (Алтуфьевский) лесопарк (кварталы 114, 116) с долиной р. Чермянки». Площадь заказника составляет около 63 га.

## История
Территория ландшафтного заказника «Алтуфьевский» ранее была частью большого имения Алтуфьево.
Известно, что в 1728 году имением владел Н. К. Акинфов, а затем его сын Юрий Николаевич Акинфов, прославившийся в Чесменском сражении. В 1759 году Алтуфьево было продано Ивану Ивановичу Вельяминову, затем в 1766 году имение приобрёл граф Матвей Фёдорович Апраксин. Впоследствии, имение было перепродано ещё несколько раз — в 1766 графине Наталье Фёдоровне Брюс, затем в 1768 московскому «штадт-физику» доктору медицины Андрею Андреевичу Риндеру. В 1786 году имение приобрёл Степан Борисович Куракин — участник многих сражений Турецкой и Польских военных компаний. В описании имения того времени говорилось: «…Сад регулярный. На речке мучная мельница в два постава. Сама речка в летнее время шириной в сажень, глубина 1,5 вершка. В копаном пруду — рыба саженая, караси. В речке щуки, караси, окуни, плотва. Лес дровяной берёзовый и осиновый. Звери — зайцы, лисы, волки. Птицы — тетерева, куропатки, утки, кулики». Вот такой была природа в окрестностях имения Алтуфьево два века назад.
В 1805 году имение унаследовала княгиня Екатерина Дмитриевна Куракина. Впоследствии она перепродала имение «титулярному советнику и кавалеру» Дмитрию Ивановичу Приклонскому. В 1849 году новым владельцем имения Алтуфьево и «окрестных земель» становится действительный статский советник Николай Арсеньевич Жеребцов. В 1868 году хозяйкой Алтуфьева стала графиня Глафира Ивановна Алеева, которая в 1872 году продала имение Марии Яковлевне Лачиновой. После неё владельцем усадьбы был барон Николай Корф. Последним владельцем Алтуфьева с 1888 по 1917 год был крупный предприниматель Георгий Мартынович Лианозов.
Заказник образован в 2020 году. В настоящее время территория подведомственна ГПБУ «Мосприрода».

## Флора и фауна
Флора заказника насчитывает 218 видов высших сосудистых растений, относящихся к 145 родам и 57 семействам. Основную часть флоры данной территории составляют луговые и опушечные растения, на долю которых приходится в общем 51 % всего видового состава. Обращает на себя внимание также высокое разнообразие водно-болотной группы, обусловленное значительной площадью обводнённых и заболоченных участков. Лесные виды, в основном неморальные, составляют всего 16 % флоры. На территории выявлено произрастание, занесённых в Красную книгу города Москвы и Приложение 1 к ней, растений: ветреницы лютиковой, незабудки болотной, ландыша майского, кувшинки белоснежной, лерхенфельдии извилистой, а также короставника полевого, нивяника обыкновенного и сусака зонтичного. На территории заказника представлены следующие основные типы растительных сообществ: влажный, суходольный, вейниковый, костровый, канареечниковый, злаково-разнотравные и разнотравно-злаковые луга, приречные ивняки, осиново-берёзовый разнотравно-злаковый лес с ожикой волосистой и грушанками, берёзово-осиновый снытьевый лес, кленовые и липовые насаждения, липовая аллея, ясеневые рощи, тополёвые и ольховые леса, берёзово-тополёвый высокотравный лес, сероольшаник с берёзой крапивно-влажнотравный, местами заболоченный, средневозрастный березняк разнотравно-злаковый, березняки чистые или с участием широколиственных пород березняки с участием сосны, средневозрастные и приспевающие берёзовые леса с папоротниками, берёзовый широкотравный лес средневозрастные влажнотравные и влажнотравно-снытьевые березняки на участках с повышенным увлажнением, рябиновая роща, приспевающие сосняки с кислицей и осокой волосистой, сосновые и берёзово-сосновые широкотравно-злаковые и злаково-широкотравные леса, сосняки с черникой, средневозрастные сосняки травяные с берёзой, средневозрастный липово-лиственничный разнотравно-злаковый с осокой волосистой лес, широкотравные и хвощево-папоротниковые липняки, средневозрастные липовые редкотравные насаждения, липовый и кленово-липовый лес с берёзой и вязом хвощево-папоротниковый и папоротниковый, различные парковые насаждения. Особый интерес представляет переходное осоково-сфагновое болото с кустарниковыми ивами вытянувшийся вдоль русла Алтуфьевской речки к востоку от Алтуфьевского шоссе.
На территории заказника обитает не менее 11 видов млекопитающих, среди которых занесённые в Красную Книгу города Москвы заяц-русак и ласка, а также занесённые в Приложение 1 европейский крот, обыкновенная бурозубка, обыкновенная белка. У пруда и по берегам р. Самотёки можно увидеть или услышать многих обычных пернатых обитателей загородного леса. Разнообразие птиц здесь довольно значительно — их население составляет не менее 57 видов. Из земноводных на рассматриваемой территории отмечали травяную и остромордую лягушек, а вот пресмыкающиеся здесь не сохранились.